# Thuin
Thuin es una comuna de la región de Valonia, en la provincia de Henao, Bélgica. A 1 de enero de 2019 tenía una población estimada de 14 702 habitantes. Fue el lugar de finalización del Tour de Valonia 2015, 2017 y 2018.

## Geografía
Se encuentra ubicada al sur del país y esta bañada por el río Sambre.

### Secciones del municipio
El municipio comprende los antiguos municipios, que se fusionaron en 1977:
| - Thuin - Biercée - Biesme-sous-Thuin - Donstiennes - Gozée - Leers-et-Fosteau - Ragnies - Thuillies |

## Demografía

### Evolución
Todos los datos históricos relativos al actual municipio, el siguiente gráfico refleja su evolución demográfica, incluyendo municipios después de efectuada la fusión el 1 de enero de 1977.
| Gráfica de evolución demográfica de Thuin entre 1846 y 2019 |
|                                                             |